# Myra Curtis
Pour les articles homonymes, voir Curtis.
Myra Curtis (1886-1971) est une éditrice et  haut fonctionnaire britannique. Elle est principale de Newnham College à Cambridge de 1942 à 1954. Son nom est attaché à la commission Curtis, qui mène une enquête publique sur les conditions de vie des enfants défavorisés en Angleterre après la Seconde Guerre mondiale.

## Biographie
Son père George Curtis est télégraphiste et sa mère Annie Johnson est institutrice, elle a deux sœurs. Sa famille a des origines industrieuses du nord de l'Angleterre, et valorise l'éducation. Elle fréquente une école primaire à Newcastle-upon-Tyne, puis l'école de filles de Winchester (en), lorsque sa famille s'installe dans cette ville. Elle obtient deux bourses d'études supérieures et s'inscrit à Newnham College, à l'université de Cambridge, en 1904. Dans ce cadre, elle établit des amitiés durables et s'épanouit dans une atmosphère stimulante sur le plan intellectuel. Elle passe les tripos classiques en 1907. Elle travaille ensuite durant sept ans, comme éditrice assistante du Victoria County History. Elle mène une carrière de fonctionnaire puis de principale de collège, à Cambridge. Après sa retraite, elle vit dans le Kent, à Cranbrook, puis à Chichester, dans le Sussex. Elle meurt à Bognor Regis, dans une maison de santé, le 27 juin 1971,.

### Fonctionnaire
Durant la Première Guerre, elle est fonctionnaire vacataire dans un service d'espionnage commerciale en 1915, puis travaille au ministère de l'alimentation de 1917 à 1922. Elle est titularisée après avoir passé les certificats nécessaires et travaille au ministères des retraites et pensions. De 1928 à 1937, elle dirige un service de gestion des comptes pour la poste, où elle introduit une gestion mécanique des comptes. En 1937, elle travaille au ministère des finances, comme secrétaire adjointe chargée des établissements pour femmes.
Elle prend sa retraite du service public en 1941, tout en continuant à assurer des fonctions dans plusieurs commissions institutionnelles : elle participe notamment à la commission des dommages de guerre (1943-1950), au Central Land Board (1947-1959) et au General Medical Council (1955-1966).

### Principale de collège
Myra Curtis est élue principale de Newnham College en 1941, prenant ses fonctions le 1er janvier 1942. Elle a toujours gardé un lien avec Cambridge à l'issue de ses études universitaires, notamment comme membre du service de nomination des collèges pour femmes de l'université. Elle est nommée durant la période de guerre puis elle doit faire face aux restrictions d'après-guerre. Elle joue un rôle important dans les négociations qui permettent en 1948, aux femmes d'être étudiantes à part entière de l'université de Cambridge et d'obtenir des diplômes. En 1952, elle devient la première femme membre du conseil du sénat de Cambridge. Elle participe également au travail visant à établir un troisième collège pour femmes à Cambridge, rendu nécessaire par le nombre croissant d'étudiantes, et qui ouvre sous le nom de New Hall, en octobre 1954.

### Commission Curtis
En novembre 1944, elle est nommée par Herbert Morrison au comité d'enquête publique dirigé par Russell Vick, concernant les maisons d'éducation surveillée du London County Council, à la suite d'une plainte initiée par un juge pour enfants. Puis Herbert Morrison demande sa nomination à la tête d'un comité chargé d'investigations sur les enfants défavorisés, qui est connu sous l'intitulé de « Commission Curtis ». Il s'agit notamment d'aider les services gouvernementaux à faire face à la situation d'orphelins de guerre, ou d'enfants dont les logements ont été détruits ou évacués durant la guerre, et plus généralement, de milieux très défavorisés et d'organiser les aides nécessaires. La prise de conscience de l'absence d'un service gouvernemental spécifiquement responsable de ces nouvelles situations causées ou aggravées par la guerre permet la création de cette commission d'enquête. 
La commission Curtis mène la première enquête anglaise centrée sur les besoins des enfants défavorisés et produit un rapport, publié intégralement en 1946. Les membres de la commission ont visité 400 établissement et entendu 200 personnes durant son enquête. Les préconisations du comité sous-tendent le Children Act 1948 (en) qui détermine les modalités d'aide sociale à l'enfance. L'importance du travail dirigé par Myra Curtis est reconnue par son élévation au grade de Dame commander de l'OBE (DBE) en 1949 (elle avait été nommée CBE durant la guerre).

## Publications
- Report of the care of children committee, Londres, H.M.S.O., 1946, 195 p. (OCLC 277269962)

## Distinctions
- 1949 : Dame commandeur de l'Ordre de l'Empire britannique (DBE)[1] (CBE en 1942)